# Estación de Houston (Texas)
Houston es una estación de trenes que se encuentra en Houston, Texas. La estación cuenta con el servicio de la ruta Texas Eagle de Amtrak, que va hacia el norte hasta Chicago y hacia el oeste hasta Los Ángeles.

## Historia
La estación actual de Houston, se inauguró el 26 de octubre de 1959, esta fue construida por Southern Pacific Railroad para reemplazar la estación anterior, la cual era Grand Central, que estaba justo al este de la estación actual. Esa estación funcionó desde el 1 de septiembre de 1934 hasta que la propiedad se vendió al gobierno de los Estados Unidos en 1959 para convertirse en el sitio de la oficina principal de correos de Houston. La estación Grand Central había reemplazado el depósito original de Houston & Texas Central de 1886.
Cuando se creó Amtrak, era una de las dos estaciones en Houston que daban servicio a los trenes de Amtrak, la otra era Union Station, ahora parte de Minute Maid Park. Todos los trenes de Amtrak se trasladaron a la estación de Southern Pacific a fines de julio de 1974 y todos los trenes fueron cancelados o desviados fuera de Houston, excepto el Sunset Limited. La estación siguió siendo propiedad y estaba operada por Southern Pacific Railroad después de la creación de Amtrak, y ha sido propiedad y está operada por Union Pacific Railroad, que compró Southern Pacific.

## Centro de Tránsito Intermodal
Cada vez que los fondos estuvieran disponibles, la estación actual de Amtrak sería reemplazada por el Centro de Tránsito Intermodal de Houston, justo al norte del centro, en la línea principal de Union Pacific. Se planeó que fuera una instalación mucho más grande con las vías en un nivel inferior, similar a la estación Penn en Nueva York. El proyecto fue cancelado en 2011.